# I-11
I-11 — підводний човен Імперського флоту Японії, який брав участь у Другій світовій війні.

## Історія служби
І-11 став третім серед кораблів типу A (також відомий як клас I-9), представники якого мали великі розміри (їх надводна водотоннажність перевищувала підводний показник океанських субмарин човнів США) та могли нести розвідувальний літак. Човни типу «А» були оснащені додатковими засобами комунікації, оскільки призначались для виконання функцій флагманських кораблів ескадр підводних човнів, що й відрізняло їх від дуже схожих кораблів типу B.
I-11 завершили у травні 1942-го та включили до 3-ї флотилії підводних човнів.
7—16 червня 1942-го човен перейшов до атола Кваджалейн (Маршаллові острови), де продовжив тренування.

### Перший похід
9 липня 1942-го І-11 вирушив у похід до східного узбережжя Австралії. 20 липня за кілька десятків кілометрів від затоки Джервіс-Бей (дещо південніше від Сіднею) човен торпедував та потопив грецький пароплав George S. Livanos, який перевозив 87 армійських автомобілів. Наступного дня в тому ж районі І-11 потопив американське вантажне судно Coast Farmer.
22 липня за три сотні кілометрів південніше від Сіднею І-11 торпедував та потопив вантажне судно типу «Ліберті» William Dawes, яке перевозило понад дві сотні автомобілів (переважно легких). Того ж дня австралійський літак Bristol Beaufort безрезультатно атакував у цьому районі підводний човен, ймовірно, І-11.
27 липня човен невдало атакував вантажне судно, а через дві доби сам вчасно занурився та уникнув ураження при атаці чергового Bristol Beaufort.
Продовжуючи рух на південь, 1 серпня І-11 досягнув входу до Бассової протоки, після чого рушив у зворотній шлях та 11 серпня прибув на Трук (Каролінські острови), де ще до війни японські ВМФ створили свою головну базу в цьому регіоні, з якої до лютого 1944-го провадились операції у цілому ряді архіпелагів.

### Другий похід
7 серпня 1942-го, ще до прибуття І-11 на базу, союзники висадились на сході Соломонових островів, що започаткувало шестимісячну битву за Гуадалканал. Як наслідок 20 серпня човен вийшов у новий похід із завданням патрулювати в районі на південний схід від цих островів. 31 серпня І-11 безрезультатно атакував транспорт з ескортом, а близько полудня 6 серпня дещо менш ніж за три сотні кілометрів на південь від острова Сан-Кристобаль перехопив велике з'єднання бойових кораблів. Човну вдалось прослизнути через завісу есмінців та випустити чотири торпеди. Втім, один з патрульних літаків помітив у воді предмет, який спершу прийняв за бойову рубку підводного човна, та скинув глибинну бомбу, котра викликала детонацію двох торпед. Ще одна торпеда пройшла за чотири сотні метрів від лінкора «Норт-Кароліна» та не поцілила у авіаносець «Хорнет» (обидва названі американські кораблі після надходження повідомлень про атаку виконували маневри ухилення).
Через якийсь час есмінець «Рассел» встановив контакт із зануреною ціллю та скинув серію глибинних бомб. І-11 отримала значні пошкодження та занурилась до 149 метрів (при нормальній максимальній глибині у 100 метрів), на човні вийшли з ладу більшість акумуляторних батарей, почав виділятись хлор. Проте екіпажу у підсумку вдалось відновити електропостачання і через сім годин після атаки І-11 сплив на поверхню. Він втратив здатність занурюватись і попрямував на Трук у надводному положенні. 7 вересня І-11 атакував літаючий човен «Каталіна», але скинуті ним бомби не завдали додаткових ушкоджень. Ще один безрезультатний напад «Каталіни» І-11 пережив наступного дня. 11 вересня човен зміг добратись до Труку.
15—23 вересня І-11 перейшов у надводному положенні до Куре, де кілька місяців проходив ремонт. Нарешті, 9 січня 1943-го човен вирушив до району бойових дій та 15 січня прибув на Трук.

### Третій похід
19 січня 1943-го І-11 вийшов із Труку, маючи першочергове завдання прикривати евакуацію японських сил з Гуадалканалу. Первісно він мав діяти між цим островом та островами Реннелл, але вже 23 січня отримав наказ прямувати в район на схід від острова Сан-Крістобаль. 7 лютого з човна помітили ворожий авіаносець (ймовірно, «Суоні»), проте торпедна атака по ньому виявилась невдалою.
По завершенні евакуації Гуадалканалу, І-11 вирушив до Нової Каледонії. 23 лютого літак з човна провів рекогносцирування Нумеа, повідомивши про наявність тут авіаносця, двох лінкорів та інших бойових кораблів. 1 березня провели ще один розвідувальний політ, на цей раз над аеродромами на островах Честерфільд (невеликий архіпелаг у Кораловому морі дещо більш ніж за п'ять сотень кілометрів на північний захід від Нової Каледонії). На цей раз під час підйому літака з води він був пошкоджений.
10 березня човен повернувся на Трук.

### Четвертий похід
10 квітня 1943-го І-11 вийшов у черговий похід із завданням діяти проти судноплавства біля східного узбережжя Австралії. Під час цього походу човен двічі невдало атакував ворожі судна, а 10 червня повернувся на Трук.

### П'ятий похід
1 липня 1943-го І-11 вирушив з Труку в район Нової Каледонії. 20 липня приблизно посередині між цим островом та Сан-Крістобалем, за три сотні кілометрів на захід від острова Еспіриту-Санто (Нові Гебриди), І-11 перестрів загін із кількох кораблів союзників, який йшов протичовновим зиґзаґом. Човну вдалось поцілити однією торпедою австралійський легкий крейсер «Гобарт», який зазнав серйозних ушкоджень та тимчасово втратив енергопостачання і здатність до керування. Крім того, з числа екіпажу крейсера загинуло 13 моряків. Після відновлення енергопостачання «Гобарт» зміг дійти до Еспіриту-Санто, звідки потім вирушив до Сіднею, де проходив ремонт майже 1,5 року.
25 липня літак з І-11 провів рекогносцирування Нумеа та доповів про виявлення крейсерів та інших кораблів.
11 серпня в районі за півсотні кілометрів від Нумеа човен поцілив торпедою судно типу «Ліберті» Matthew Lyon, якому, втім, вдалось самостійно добратись до Еспіриту-Санто (первісно сильно пошкоджене Matthew Lyon збирались здати на злам, проте у підсумку перетворили його на судно для перевезення протичовнових сіток «Зебра»).
13 вересня І-11 повернувся на Трук, звідки 18—26 вересня перейшов до Куре для ремонту. У середині грудня човен повернувся на Трук.

### Шостий похід
21 грудня 1943-го І-11 вийшов із завданням діяти в районах островів Елліс, Самоа, Фіджі і Тонга.
31 грудня човен провів рекогносцирування через перископ атола Фунафуті (острови Елліс) та доповів про виявлення тут кількох лінкорів та крейсерів. Після цього І-11 отримав наказ протидіяти проти ворожому судноплавству, а на початку лютого 1944-го повторно рекогносцирувати Фунафуті.
Більше від І-11 повідомлень не надходило. Існують припущення, що човен міг загинути на міні, виставленій мінним загороджувачем USS Terror (останній у листопаді 1943-го провів кампанію з виставлення мін на Фунафуті за допомогою мілководних суден).

## Бойовий рахунок
| Дата       | Назва             | Тип      | Тоннаж | Місце                        |
| 20.07.1942 | George S. Livanos | вантажне | 5482   | біля Джервіс-Бей (Австралія) |
| 21.07.1942 | Coast Farmer      | вантажне | 3290   | біля Джервіс-Бей (Австралія) |
| 22.07.1942 | William Dawes     | вантажне | 7176   |                              |